# Simon-Kucher & Partners
Simon-Kucher & Partners Simon-Kucher & Partners è una società di consulenza manageriale globale con oltre 2.000 dipendenti in 45 uffici. Fondata nel 1985 da Hermann Simon, Eckhard Kucher e Karl-Heinz Sebastian, l'azienda si concentra su strategia, marketing, prezzi e vendite con un fatturato totale di 535 milioni di euro nel 2022.
Grazie al suo approccio, che consiste nel determinare il prezzo di un prodotto in base al suo valore piuttosto che ai costi di produzione, l'azienda è diventata un attore globale ed è ora una società di consulenza leader nel campo del pricing. Simon-Kucher ha collaborato con i propri clienti su un'ampia gamma di progetti che mirano alla crescita dei ricavi piuttosto che alla riduzione dei costi.
Simon-Kucher & Partners ha i propri quartier generali a Bonn, Germania e a Cambridge, Stati Uniti d'America.
I suoi clienti appartengono a diversi settori quali automotive, telecomunicazioni, media, healthcare, banche, assicurazioni, private equity e beni di consumo.

## Concorrenti
Tra i principali concorrenti si annoverano McKinsey, Boston Consulting e Bain.

## Sedi ed uffici
Simon-Kucher & Partners impiega 2.000 dipendenti ed è presente a livello mondiale con 45 sedi in 30 paesi diversi.

## Clienti
I clienti di Simon-Kucher & Partners sono grandi aziende, medie imprese e startup provenienti da numerosi settori, tra cui case automobilistiche e fornitori del settore, servizi bancari e finanziari, materiali base, edilizia, prodotti chimici, elettronica, energia, società di vendita e imprese commerciali, mercato immobiliare, industrie, tecnologie internet e telecomunicazioni, assicurazioni, servizi pubblici e sociali, ingegneria, private equity, media e intrattenimento, tecnologia medicale, aziende farmaceutiche, software, turismo, trasporti e logistica.

## Premi
Lo studio "Management Consulting 2007", condotto dal professore di economia tedesca Dietmar Fink, in collaborazione con la rivista Manager Magazin, ha posto Simon-Kucher & Partners in vetta alla classifica nell'area di consulenza "Marketing e Vendite". Un altro studio di brand eins Wissen e Statista ha assegnato all'azienda il titolo di "Best Consultancy" in Germania per cinque anni consecutivi nel 2014, 2015, 2016, 2017 e 2018 nelle aree "Marketing e Prezzi" e "Vendite e CRM". La rivista BusinessWeek ha classificato Simon-Kucher come "leader mondiale nella consulenza alle aziende su come determinare il valore dei propri prodotti". Nel 2018 il Financial Times ha premiato Simon-Kucher, riconoscendo l'azienda come uno dei leader mondiali sul pricing.